# 인도팜다람쥐
인도팜다람쥐 또는 세줄무늬팜다람쥐(Funambulus palmarum)는 다람쥐과에 속해 있는 설치류의 일종이다. 자연 상태의 인도(빈디아산맥)와 스리랑카에서 발견된다. 19세기말, 마다가스카르와 레위니옹, 마요트, 코모로 제도, 모리셔스, 세이셸, 오스트레일리아에 도입되었고, 그 이후에 해충의 하나로 간주되고 있다. 인도 북부 지역에 분포하는 근연종 다섯줄무늬팜다람쥐(F. pennantii)와 분포 지역이 일부 겹친다.

## 특징
인도팜다람쥐는 큰 다람쥐 크기의 설치류로 몸길이 보다 약간 짧은 붓꼬리 형태의 꼬리를 갖고 있다. 등 쪽의 털은 회색과 갈색이 섞인 희끗희끗 색을 띠며, 눈에 띄는 흰색 세줄무늬가 머리부터 꼬리까지 이어진다. 두 개의 바깥쪽 줄무늬는 앞다리부터 뒷다리까지만 이어진다. 배 쪽은 순백색을 띠꼬 꼬리는 긴 흑백의 털이 흩뿌려져 덮여 있다. 귀는 작은 삼각형 모양이다. 새끼 팜다람쥐는 상당히 연한 색을 띠고 나이가 들수록 점점 짙은 색을 띤다. 백색증이 나타나기도 하지만 드물다.

## 생태
임신 기간은 34일이다. 가을에 풀로 된 둥지에서 번식을 한다. 평균 2.75마리, 보통 2~3마리의 새끼를 낳는다. 생후 10주경에 젖을 떼고, 9개월이 되면 성적으로 성숙해진다. 성체 몸무게는 100g 정도이다. 수명에 대해서는 거의 알려져 있지 않지만, 포획 상태에서 한 마리의 표본이 5.5년을 살았다.

## 아종
5종의 아종이 알려져 있다.
- F. p. palmarum
- F. p. brodiei
- F. p. robertsoni
- F. p. bellaricus

## 사진

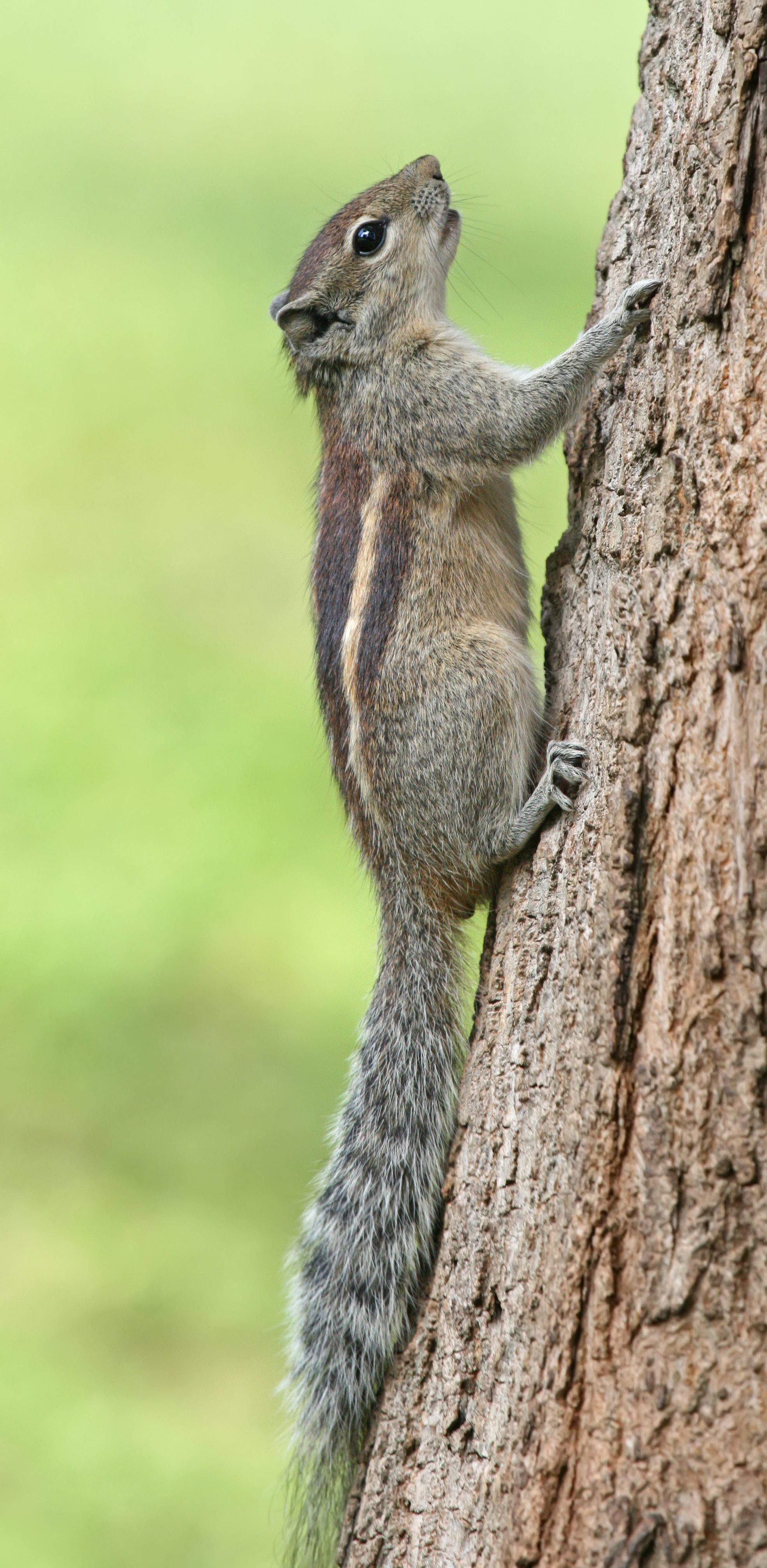
인도 벵갈루루의 인도팜다람쥐
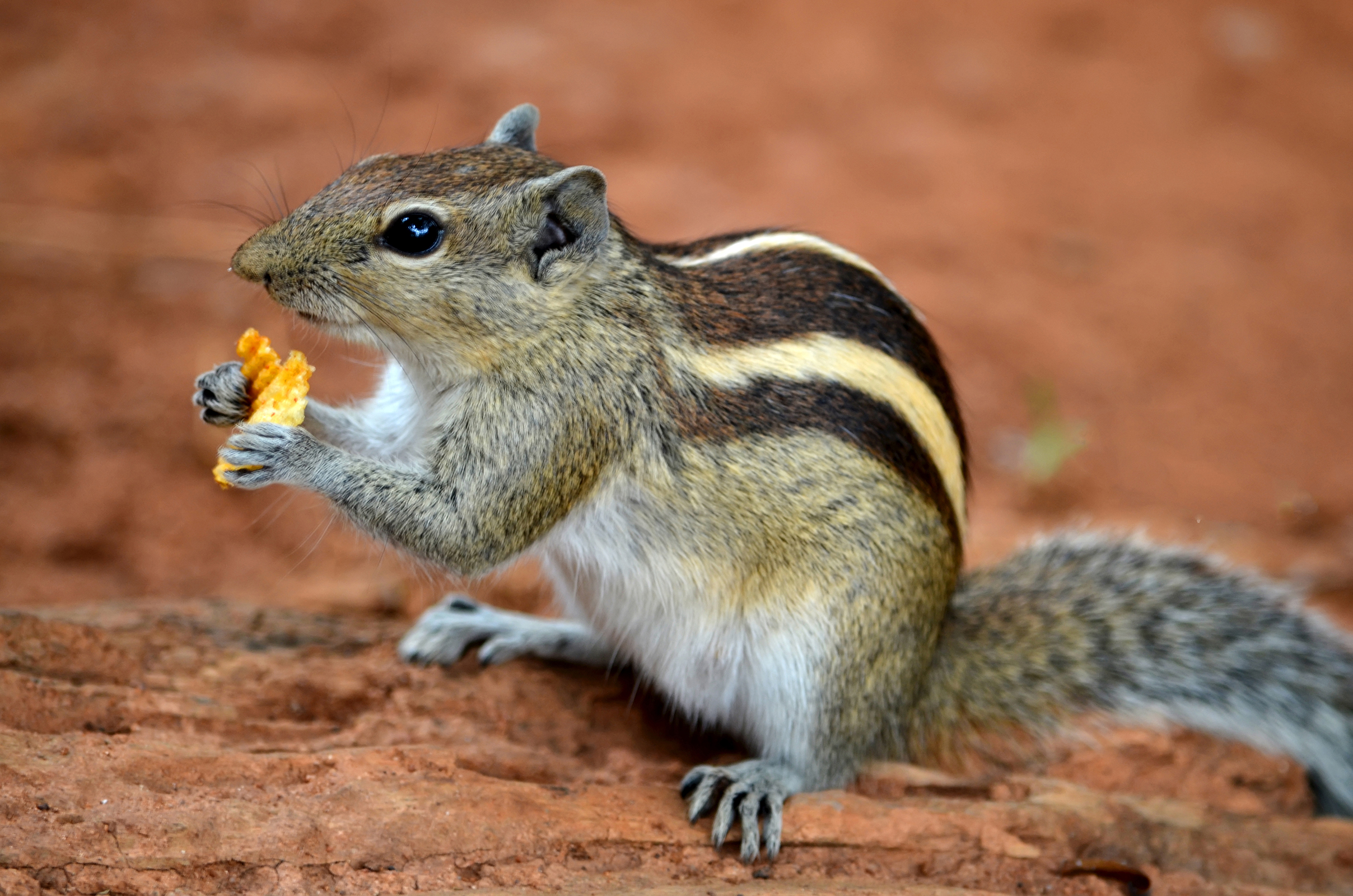
인도팜다람쥐
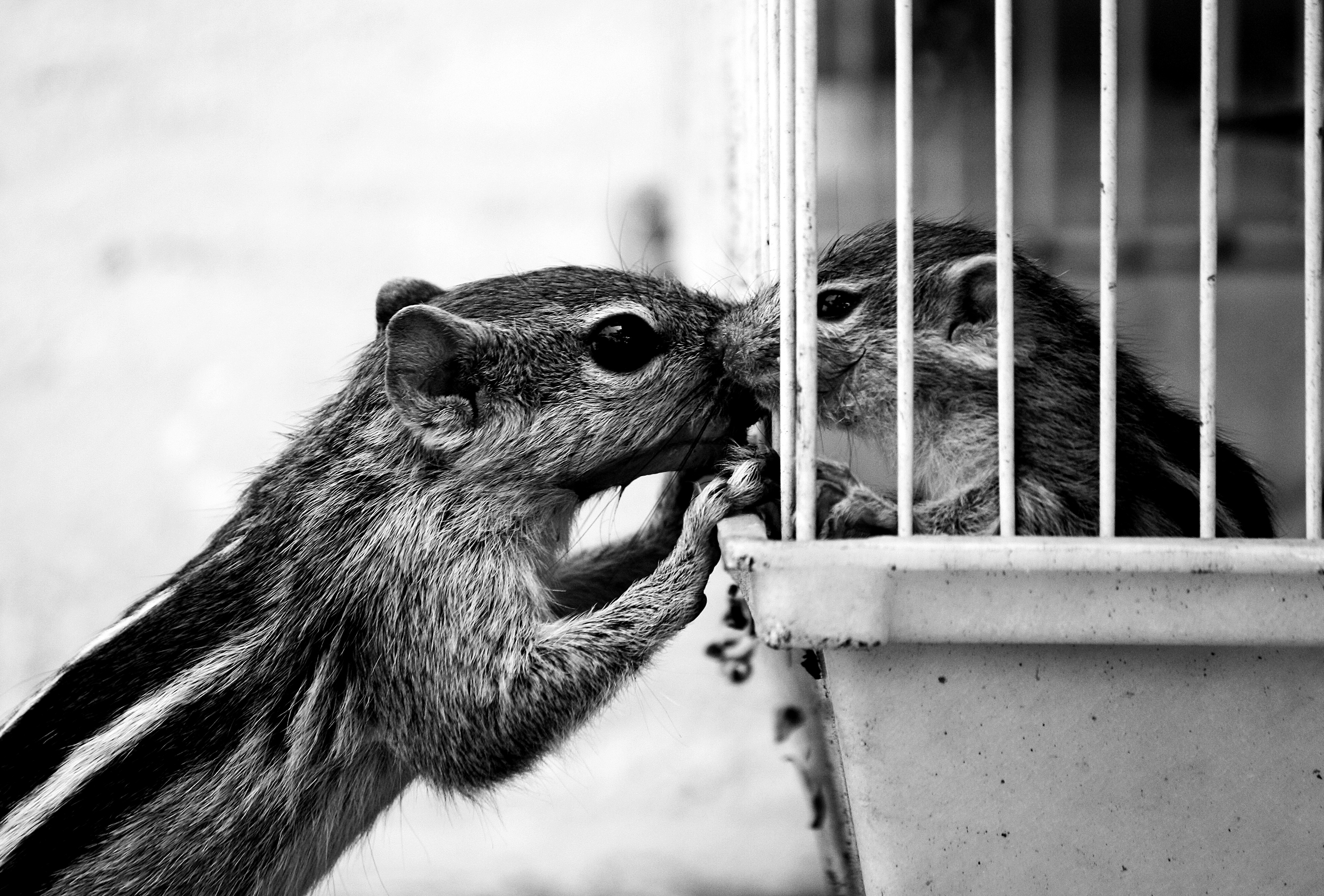
새끼와 함께 있는 인도팜다람쥐
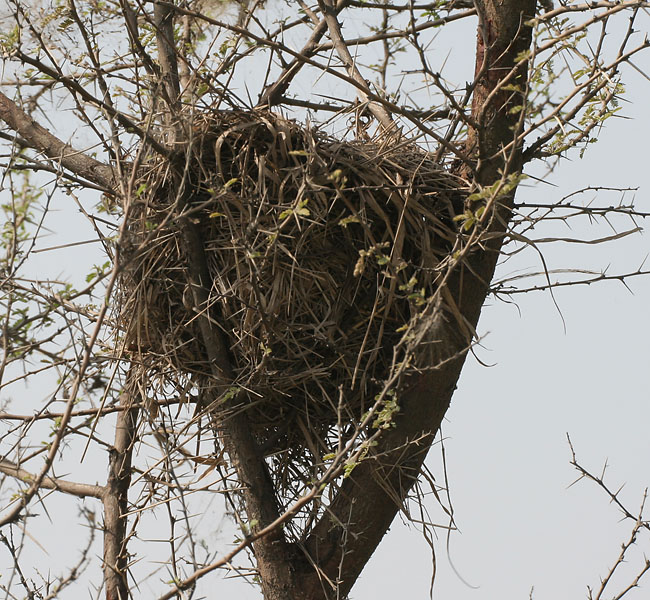
둥지 속의 인도팜다람쥐
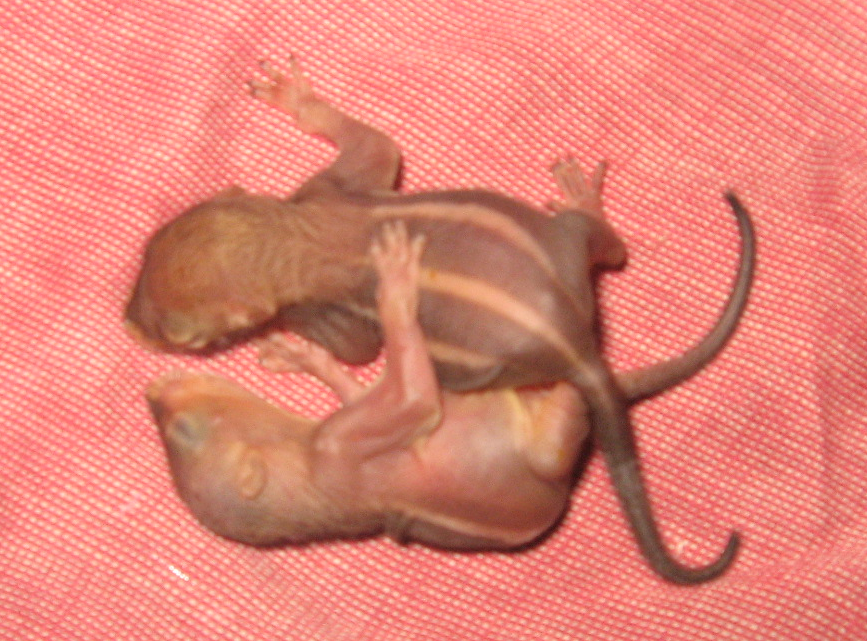
생후 1주일된 세줄무늬인도팜다람쥐 새끼 한 쌍